# Tate McRae
Tate Rosner McRae (Calgary, 1 de julho de 2003) é uma cantora, compositora e dançarina canadense. Ela ganhou destaque ao se tornar a primeira finalista canadense do reality show americano So You Think You Can Dance (2016). Em seguida, assinou contrato com a RCA Records após chamar a atenção com sua música de estreia, One Day (2017). Posteriormente, lançou dois EPs: All the Things I Never Said (2020) e Too Young to Be Sad (2021). Este último se tornou o EP feminino mais reproduzido de 2021 no Spotify e foi precedido pelo single "You Broke Me First(en)", que alcançou o top 10 da Canadian Hot 100 e o top 10 da Billboard Hot 100 nos Estados Unidos. Em 2021, Tate McRae foi a artista mais jovem a aparecer na lista 30 Under 30 da Forbes.
O álbum de estreia de Tate McRae, I Used to Think I Could Fly (2022), alcançou a terceira posição na Canadian Albums Chart e gerou o single de sucesso "She's All I Wanna Be(en)". Após adotar um som mais voltado para o pop, seu single "Greedy" (2023) obteve sucesso comercial global, atingindo o topo da Billboard Global 200 e da Canadian Hot 100, além de alcançar a terceira posição na Billboard Hot 100 dos EUA. A música antecipou o lançamento do segundo álbum de estúdio da cantora, Think Later (2023), que estreou no top 5 de vários países. Seu terceiro álbum, So Close to What (2025), liderou as paradas ao redor do mundo, incluindo a Canadian Albums Chart e a Billboard 200 dos EUA, e trouxe o single de sucesso "Sports Car", que ficou entre os dez mais ouvidos.

## Biografia
Tate Rosner McRae nasceu no Canadá na cidade de Calgary, Alberta, em 1º de julho de 2003. Seu pai, um canadense de ascendência escocesa, era advogado especializado em empresas de petróleo e gás, enquanto sua mãe, de ascendência alemã, trabalhava como instrutora de dança.
Aos quatro anos, mudou-se com a família para Omã devido ao trabalho do pai, onde viveu por três anos. Durante esse período, estudou na The American International School Muscat (TAISM). Tate McRae começou a praticar dança recreativamente aos seis anos e, após retornar a Calgary aos oito, passou a treinar de forma mais intensa, competindo pela Drewitz Dance Productions.
A partir dos 11 anos, passou a se especializar em diversos estilos de dança na YYC Dance Project, companhia fundada por sua mãe, além de receber treinamento em balé na School of Alberta Ballet, a escola de formação da companhia Alberta Ballet. McRae frequentou a Western Canada High School e concluiu os estudos online em 2022.

## Carreira

### 2013–2018: Dançarina de Competições
Pouco depois de Tate McRae começar a dançar competitivamente, ela foi premiada como Melhor Dançarina Feminina na categoria "Mini" no Dance Awards 2013 na cidade de Nova York. Depois de ganhar algum destaque, ela se tornou uma embaixadora da marca estadunidense Capezio. Ela se tornou uma das finalistas do National Gala 2014 da New York City Dance Alliance.
Em 2015, McRae recebeu uma bolsa de estudos de duas semanas na companhia Berlin State Ballet depois de ganhar a medalha de prata no Grande Prêmio da Juventude da América de 2015.  Ela dançou no videoclipe do single certificado de platina "Rule The World" de Walk off the Earth. Pela segunda vez, McRae recebeu seu prêmio de Melhor Dançarina Feminina no Dance Awards 2015, desta vez na categoria "Junior". McRae tinha sido uma atriz de voz consistentemente ativa para a franquia Lalaloopsy, dando voz ao papel de "Spot Splatter Splash" desde o início do programa em 2013.
Em abril de 2016, McRae se apresentou no The Ellen DeGeneres Show como parte da trupe DancerPalooza. Ela se apresentou novamente em outubro de 2016 como parte do grupo Jump Dance Convention. Ela também se apresentou com Justin Bieber como parte de sua Purpose World Tour em junho de 2016, antes de participar da décima terceira temporada do programa de televisão americano So You Think You Can Dance. Enquanto competia pelo título de Dançarina Favorita da América como não americana, ela foi orientada pela dançarina e atriz americana Kathryn McCormick. Ela avançou mais na competição do que qualquer outro canadense na história do show, ficando em terceiro lugar no episódio final. O apresentador de TV canadense Murtz Jaffer de Toronto Sun reagiu: "O fato de os canadenses não poderem votar em Tate torna seu terceiro lugar ainda mais impressionante. Embora ela possa não ter sido eleita a dançarina favorita da América, ela certamente pode ser do Canadá." Ela se apresentou no Teen Choice Awards 2016 como finalista do elenco de SYTYCD. Pela terceira vez, ela ganhou o prêmio de Melhor Dançarina Feminina no Dance Awards 2018 em Las Vegas, desta vez na categoria "Adolescente". Em abril de 2018, ela coreografou e dançou no videoclipe da música "Just Say When" da banda de rock americana Nothing More.

### 2017–2020: Início na música eYou Broke Me First

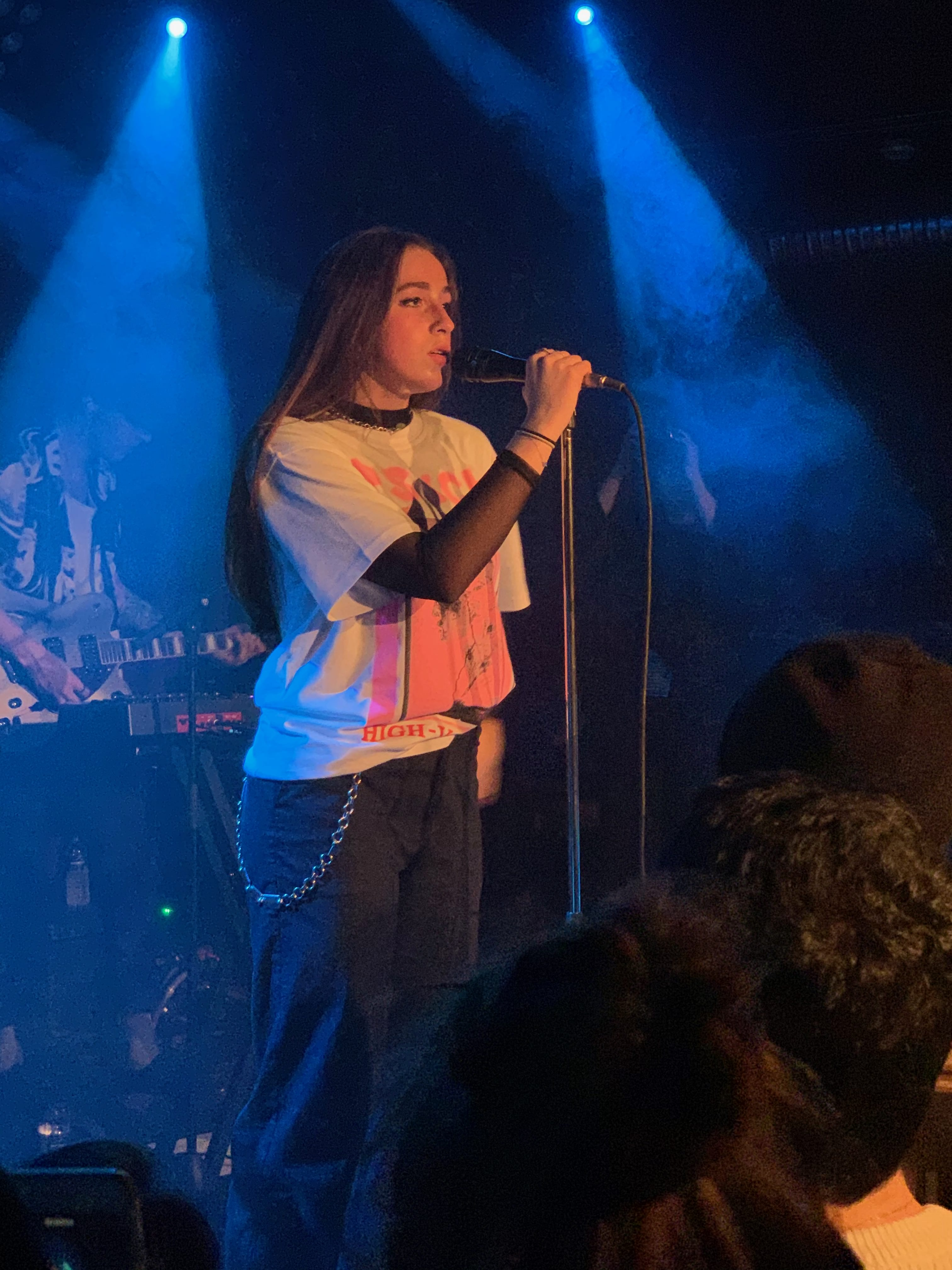
Tate McRae performando em Berlim em fevereiro de 2020

Desde a criação de seu canal no YouTube em 2011, Tate McRae publicou principalmente vídeos de dança. No entanto, em 2017, ela iniciou uma série de vídeos apresentando músicas autorais que compunha e gravava em seu quarto. A primeira música da série, One Day, acumulou mais de 40 milhões de visualizações, levando McRae a lançá-la de forma independente como seu single de estreia. A canção acabou sendo certificada como ouro no Canadá, tornando-se sua primeira certificação. Entre 2017 e 2019, McRae continuou a lançar singles independentes, o que lhe rendeu o título de Artista em Ascensão do YouTube. Suas músicas chamaram a atenção de gravadoras, e, em março de 2019, ela lançou o single independente Kids Are Alright.
Em agosto de 2019, McRae assinou contrato com a RCA Records e lançou os singles "Tear Myself Apart", "All My Friends Are Fake" e "Stupid", que se tornaram as únicas faixas promocionais de seu então futuro EP de estreia. Stupid entrou nas paradas da Irlanda e do Canadá, obtendo forte rotação nas rádios canadenses e alcançando o top 15 das paradas pop do país. A música também foi certificada como ouro no Canadá. Em 24 de janeiro de 2020, McRae lançou seu primeiro EP, All the Things I Never Said, e anunciou a turnê All the Things I Never Said Tour, com shows na Europa e América do Norte. Todas as apresentações tiveram ingressos esgotados e receberam avaliações positivas da crítica.
Em abril de 2020, McRae lançou You Broke Me First, que posteriormente se tornou o single principal de seu segundo EP. A música foi um sucesso internacional, entrando no top 10 das paradas de diversos países e tornando-se seu primeiro single a figurar na Billboard Hot 100. A faixa foi a música de uma artista feminina com maior permanência na Hot 100 em 2020, com 38 semanas no ranking. Além disso, atingiu o topo da parada Mediabase Top 40, quebrando o recorde de maior tempo para alcançar o primeiro lugar por uma artista feminina solo, com 28 semanas. McRae apresentou a canção nos programas Jimmy Kimmel Live! e The Tonight Show Starring Jimmy Fallon. No final do ano, após o sucesso de You Broke Me First, assinou um contrato global de publicação com a Sony/ATV.
Ao longo de 2020, McRae lançou vários singles independentes, incluindo Vicious (com o rapper americano Lil Mosey) em junho, Don't Be Sad em agosto, Lie to Me (com o cantor canadense Ali Gatie) em outubro e R U OK em dezembro – esta última posteriormente se tornou o segundo single de seu segundo EP.
Em setembro, McRae foi indicada ao MTV Video Music Award para Artista Revelação, e apresentou You Broke Me First no pré-show do evento. No mesmo mês, foi capa da revista Dork Magazine. Ganhou destaque como artista emergente em 2020, sendo nomeada Artist on the Rise pelo YouTube, Push Artist de julho pela MTV e artista Vevo DSCVR. Também figurou na lista 21 Under 21 One to Watch da Billboard e foi apontada como artista promissora para 2021 por plataformas como Pandora, The Independent, NME, Amazon Music e Uproxx. Em dezembro de 2020, McRae se tornou a pessoa mais jovem incluída na lista Forbes 30 Under 30, na categoria música. No mesmo mês, foi reconhecida pela Rolling Stone como uma das dez maiores revelações do ano e incluída na lista The Come Up: Emerging Artists do TikTok. Além disso, foi destaque na série On the Rise da revista Harper’s Bazaar.
A ascensão de McRae ao estrelato foi atípica, pois grande parte de sua popularidade aconteceu durante as restrições impostas pela pandemia de COVID-19. Isso levou David Friend, repórter musical da The Canadian Press, a chamá-la de “uma estrela autêntica do lockdown”. Muitas de suas performances em programas de televisão e premiações ocorreram de forma remota, incluindo sua apresentação na edição virtual do MTV Europe Music Awards. McRae afirmou que essa experiência a fez, por vezes, se distanciar mentalmente da fama que estava conquistando.

### 2021–2022:I Used to Think I Could Fly

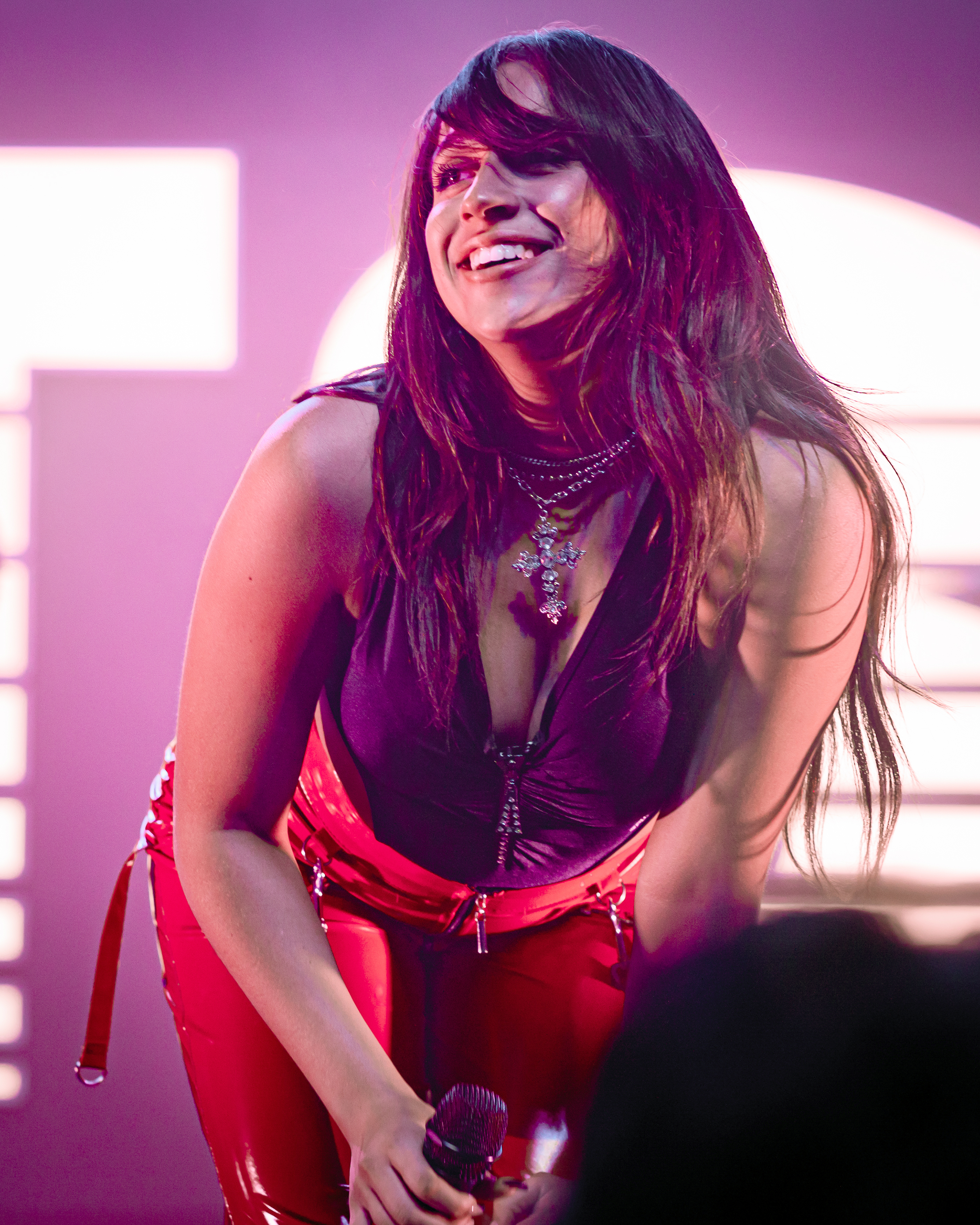
Tate McRae se apresentando no Fonda Theatre em 2022

Em janeiro de 2021, McRae lançou a música "Rubberband", que mais tarde se tornou o terceiro single de seu então futuro segundo EP. Em 3 de março de 2021, junto com o single promocional "Slower", McRae anunciou que seu segundo EP, Too Young to Be Sad, seria lançado em 26 de março de 2021. Após o lançamento, o EP recebeu críticas positivas e estreou na 94ª posição da Billboard 200 dos Estados Unidos. Ao final de 2021, o álbum acumulou mais de um bilhão de streams no Spotify, tornando-se o EP mais reproduzido do ano por uma artista feminina. O EP foi indicado nas categorias Álbum do Ano e Álbum Pop do Ano no Juno Awards de 2022. McRae recebeu duas indicações ao Juno Awards e foi anunciada como artista destaque do Apple Music Up Next.
Em abril, McRae colaborou na música "You", ao lado de Regard e Troye Sivan. Em 8 de maio de 2021, realizou um show virtual global intitulado Too Young to Be Sad, que recebeu elogios da crítica. No mesmo mês, assinou seu primeiro contrato de patrocínio com a Essentia Water, foi indicada ao Prêmio Estrela Social no IHeartRadio Music Awards de 2021 e participou da trilha sonora da série original da Amazon Panic, com a música "Darkest Hour". Em junho, McRae colaborou na faixa "U Love U" de Blackbear e lançou a música "Working" com Khalid. Em outubro, foi incluída na lista 21 under 21 da Billboard e na lista One to Watch da People de 2021. No mês seguinte, estampou a capa da revista Numéro.
A música "That Way", de seu EP de estreia, voltou a ganhar destaque no final de 2021 após viralizar no TikTok, entrando nas paradas do Reino Unido e da Irlanda. Em setembro, McRae lançou um remix da faixa com Jeremy Zucker. Em novembro, lançou "Feel Like Shit", o primeiro single de seu então futuro álbum de estreia, que ela já vinha promovendo ao longo do ano.
Em fevereiro de 2022, McRae lançou "She's All I Wanna Be", o segundo single de seu álbum de estreia. A música obteve sucesso comercial, alcançando o Top 10 no Canadá, Irlanda, Noruega, Singapura e Bélgica, além de figurar no Top 40 de diversos países. Nos Estados Unidos, estreou na 52ª posição da Billboard Hot 100, tornando-se sua melhor estreia na parada até então. No mesmo mês, McRae foi anunciada como embaixadora da Maybelline e rosto da nova linha de batons Vinyl Ink. Em março, lançou "Chaotic" como terceiro single e, em maio, "What Would You Do?" como quarto single. McRae também anunciou que seu álbum de estreia, I Used to Think I Could Fly, seria lançado em 27 de maio de 2022. O álbum recebeu críticas positivas e estreou na terceira posição no Canadá e na 13ª nos Estados Unidos.
Em setembro de 2022, McRae lançou o single "Uh Oh". Em novembro, participou da música "10:35" de Tiësto, lançada em comemoração à inauguração do resort de luxo Atlantis The Royal, em Dubai. No fim de 2022, Tate McRae começou a demonstrar interesse por um som mais voltado ao pop, descrevendo seu próximo trabalho como um "novo capítulo".

### 2023–2024: Think Later

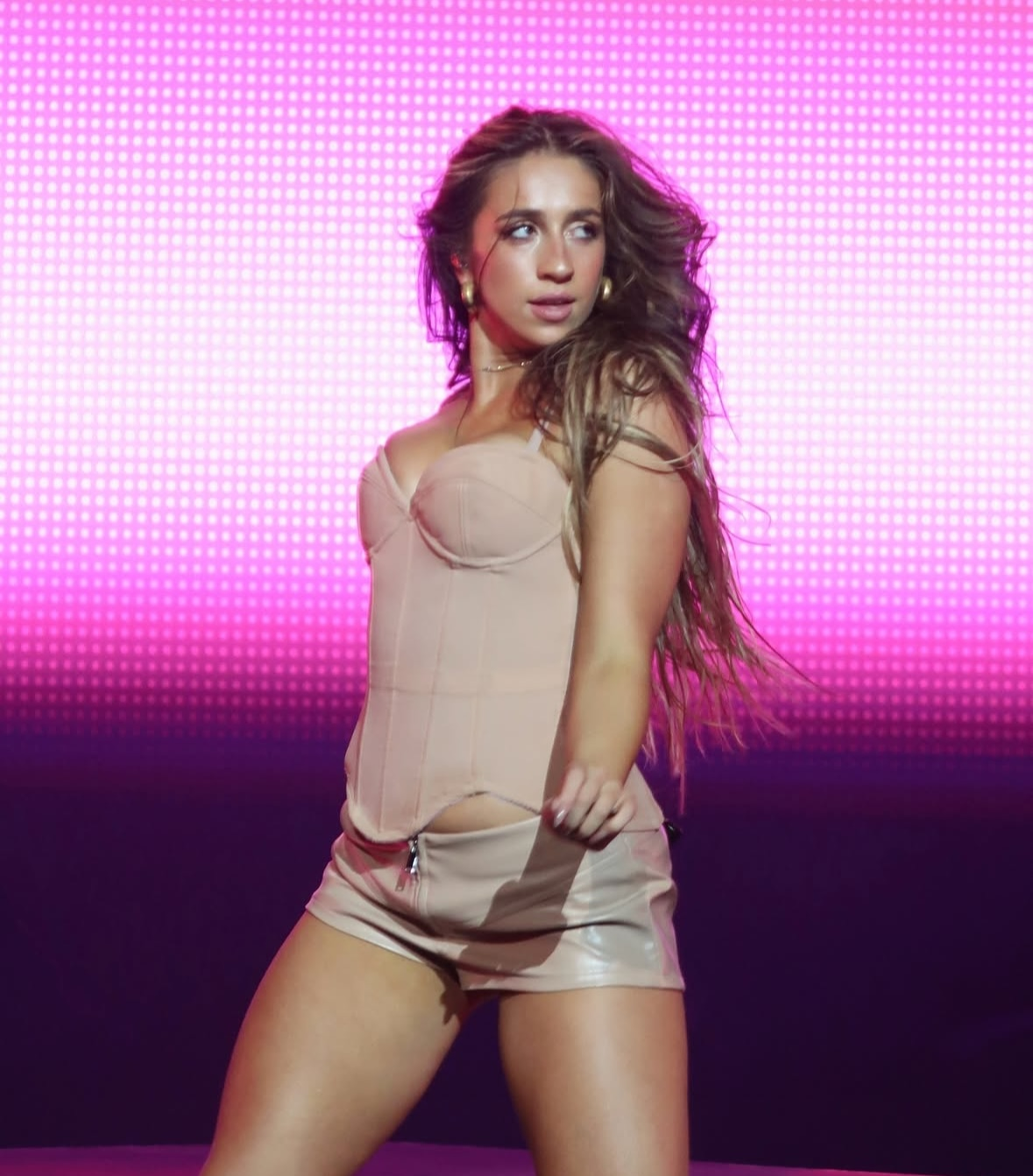
Tate McRae se apresentando em Manila em 2024

Em agosto de 2023, Tate McRae começou a divulgar um novo single. Em 15 de setembro de 2023, ela lançou "Greedy", que se tornou seu maior lançamento no Spotify até então e sua primeira entrada no top 10 do Global Spotify Charts. A música estreou em primeiro lugar na Noruega e na Dinamarca e alcançou o topo das paradas em diversos países, incluindo Canadá, Dinamarca, Áustria e Holanda, além do Billboard Global 200, tornando-se seu primeiro single número um mundialmente. Também foi sua primeira música a entrar no top 10 da Billboard Hot 100, alcançando a terceira posição. Além disso, "Greedy" foi a música número um de 2024 no ranking US Pop Airplay, após liderar por oito semanas consecutivas. O single foi um grande sucesso comercial e serviu como faixa principal do seu segundo álbum de estúdio. Em novembro, ela lançou o segundo single, "Exes", que também entrou no top 10 no Canadá.
Tate McRae lançou seu segundo álbum de estúdio, Think Later, em 8 de dezembro de 2023. O álbum recebeu críticas positivas e foi descrito como uma "virada de carreira" para a cantora. Ele estreou no top 5 das paradas globais, alcançando o quarto lugar na Billboard 200 dos Estados Unidos, com 66.000 unidades equivalentes vendidas na primeira semana, das quais 8.000 foram vendas físicas. Esse foi o primeiro álbum de Tate McRae a entrar no top 10 nos EUA. No Juno Awards 2024, ela venceu nas categorias Artista do Ano e Single do Ano com "Greedy".
No final de 2023, McRae fez sua estreia no Saturday Night Live, apresentando "Greedy" e uma música inédita chamada "Grave". Entre o final de 2023 e o início de 2024, ela continuou a performar "Greedy" em diversas premiações, incluindo o Billboard Music Awards, o NHL All-Star Game 2024, o BRIT Awards e no iHeartRadio Music Awards.

### 2024–Atualmente: So Close to What

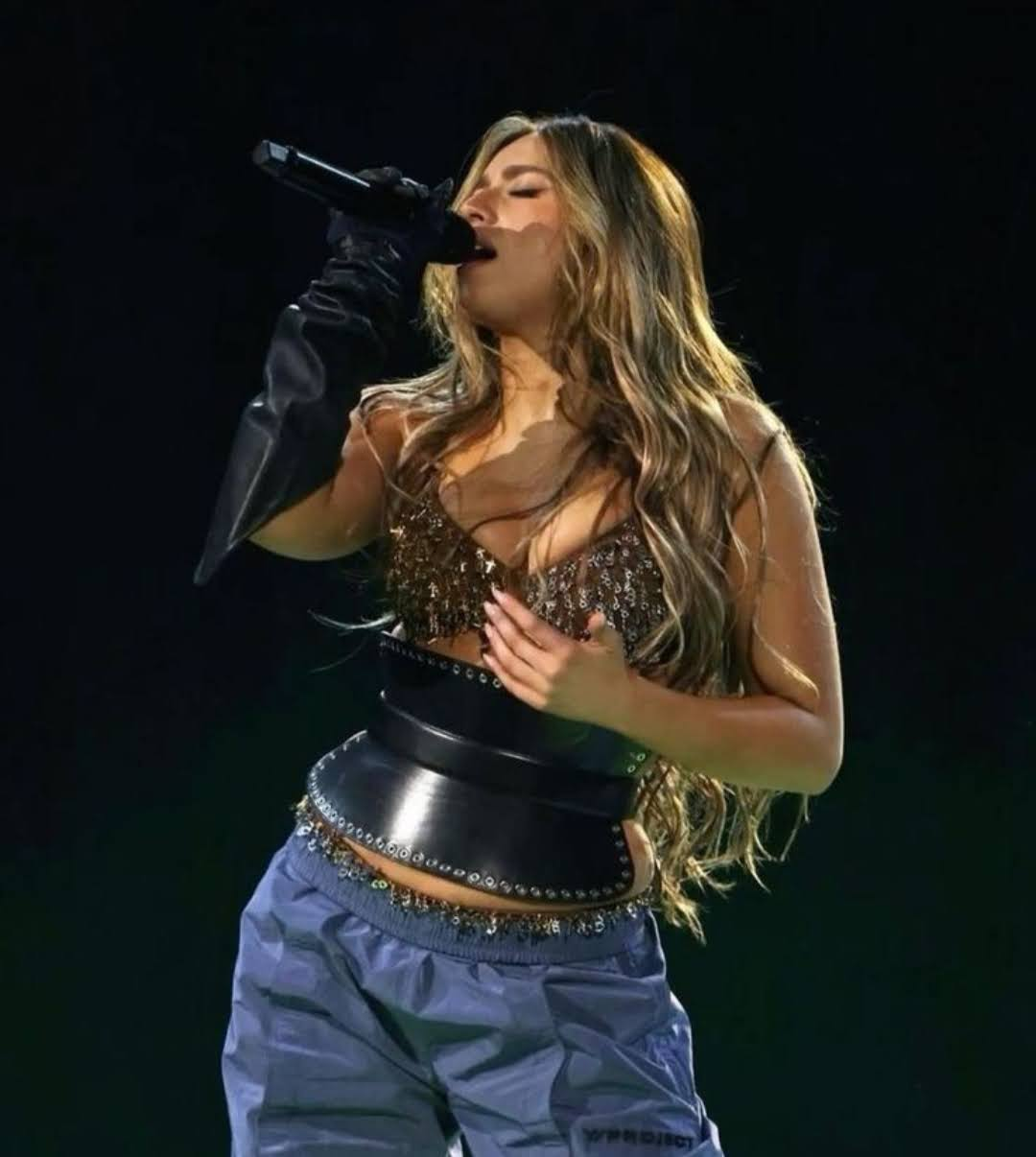
Tate McRae se apresentando no Brit Awards de 2024

Em setembro de 2024, Tate McRae lançou o single "It's OK I'm OK", que teve sucesso comercial, entrando nas paradas de vários países e se tornando sua maior estreia na Billboard Hot 100, alcançando a 20ª posição. Em novembro, ela lançou o segundo single, "2 Hands", que chegou à 41ª posição na Hot 100 e ao 22º lugar no Canadá. O terceiro single, "Sports Car", foi lançado em 24 de janeiro de 2025.
Tate McRae anunciou seu terceiro álbum de estúdio, So Close to What, lançado em 21 de fevereiro de 2025, além da Miss Possessive Tour, programada para começar um mês após o lançamento do álbum. So Close to What estreou diretamente no topo da Billboard 200, tornando-se o primeiro álbum número um da cantora na parada. O álbum foi lançado juntamente com o quarto single "Revolving Door".
Em maio de 2025, Tate McRae participou da música "What I Want", de Morgan Wallen, faixa de seu álbum de estúdio "I'm the Problem" (2025). A canção estreou em primeiro lugar na Billboard Hot 100, tornando-se seu primeiro single número um. No mesmo mês, "Just Keep Watching" foi lançada e será incluída na trilha sonora do filme "F1", que será lançado em 27 de junho de 2025. Ela também se apresentará no Capital Summertime Ball no domingo, 15 de junho, no Estádio de Wembley, em meio à sua turnê "Miss Possessive Tour". Em agosto de 2025, Tate McRae foi indicada em quatro categorias no MTV Video Music Awards de 2025. Entre as nomeações, estão o prêmio de Melhor Artista Pop, além das indicações para a canção "Sports Car" na categoria de Canção do Ano e para "Just Keep Watching" nas categorias de Melhor Edição e Melhores Efeitos Visuais.

## Vida pessoal
Do final de 2021 ao início de 2023, Tate McRae esteve em um relacionamento com Cole Sillinger, jogador do Columbus Blue Jackets.
Em abril de 2024, o rapper e cantor australiano The Kid Laroi confirmou que estava em um relacionamento com Tate McRae. Eles colaboraram na música "I Know Love", faixa 9 do álbum So Close to What, lançado em 2025.

## Discografia

### Álbuns de estúdio
- I Used to Think I Could Fly (2022)
- THINK LATER (2024)
- So Close To What (2025)

### Extended plays
- All the Things I Never Said (2020)
- Too Young to Be Sad (2021)

## Turnês
- Are We Flying Tour (2022–2023)
- Think Later World Tour (2024)
- Miss Possessive Tour (2025)